# 56e régiment d'assaut aéroporté de la Garde
Pour les articles homonymes, voir 56e régiment.
Le 56e régiment d'assaut aéroporté de la Garde (en russe : 56-й гвардейский десантно-штурмовой полк, abrégé en russe : 56 гв. дшп), de son nom complet le 56e régiment d'assaut aéroporté de la Garde des cosaques du Don et de l'ordre de la Guerre patriotique (en russe : 56-й гвардейский десантно-штурмовой ордена Отечественной войны Донской казачий полк), est un régiment des troupes aéroportées russes (numéro d'unité 74507), qui fait partie de la 7e division d'assaut aéroporté de la Garde basée à Feodossia en Crimée, dans le district militaire sud.
Le régiment est reformé en 2021 à partir de la 56e brigade aéroportée de la Garde anciennement basée à Kamychine. L'histoire de l'unité remonte à la création de la 7e brigade aéroportée de la Garde, formée le 11 juin 1943 lors de la « Grande Guerre patriotique ». Plusieurs fois dissoute puis reformée, la brigade participe à la Seconde Guerre mondiale, la guerre soviéto-afghane, la première et la seconde guerre de Tchétchénie,, ainsi qu'à l'invasion de l'Ukraine par la Russie depuis 2022.

## Histoire

### 1943 - 1979
En décembre 1943, la 7e brigade aéroportée de la Garde est déployée dans le district militaire de Moscou.
Le 11 mai 1945, le détachement avancé de la 106e division atteint la rivière Vltava et rencontre les troupes de la 5e armée américaine près du village d'Oleshnya. La brigade, renommée entre-temps 351e régiment de fusiliers de la Garde en 1944, achève la Seconde Guerre mondiale en Tchécoslovaquie.
En 1973, le 351e régiment reçoit un nouveau drapeau de bataille. Jusqu'à cette période, la bannière de l'unité était utilisée telle quelle depuis la Seconde Guerre mondiale, portant encore les traces (notamment des fragments d'obus) des violents affrontements.

### Depuis 1979
La 56e régiment d'assaut aéroporté de la Garde est formé le 1er octobre 1979 à Tchirtchik à partir du 351e régiment aéroporté de la Garde dissous de la 105e division aéroportée de la Garde (en). La nouvelle brigade hérite des honneurs de bataille de cette unité. Au moment de sa formation, l'état-major de la brigade dénombre 2 833 soldats. Le 13 décembre, la brigade est transférée à Termez en vue de son déploiement en Afghanistan. Le 27 décembre, le 4e bataillon aéroporté de la brigade franchit la frontière afghane et sécurise le col de Salang. Le 3e bataillon d'assaut aérien est transporté par hélicoptère en Afghanistan et s'empare du col Rabat-Mirza-Kushka le lendemain. Entre le 13 et le 14 janvier 1980, la brigade franchit la frontière et se concentre à Kondoz. Au même moment, le 3e bataillon d'assaut aérien s'installe à Kandahar. En février, le 4e bataillon aéroporté est transféré à Tcharikar mais est ramené à Kondoz la même année. Le 2e bataillon d'assaut aérien est rattaché à la 70e brigade de fusiliers motorisés de la Garde en mars. En décembre 1981, la brigade est déplacée à Gardêz, avant d'être équipée du véhicule de combat d'infanterie BMP-2 en 1985. Le 5 avril, l'unité est décorée de l'Ordre de la Guerre patriotique de 1re classe. Elle combat dans l'opération Magistral de décembre 1987 à janvier 1988. En juin 1988, la brigade traverse la frontière vers le Turkménistan lors du retrait soviétique d'Afghanistan. Après son retour d'Afghanistan, la brigade stationne à Ýolöten,.

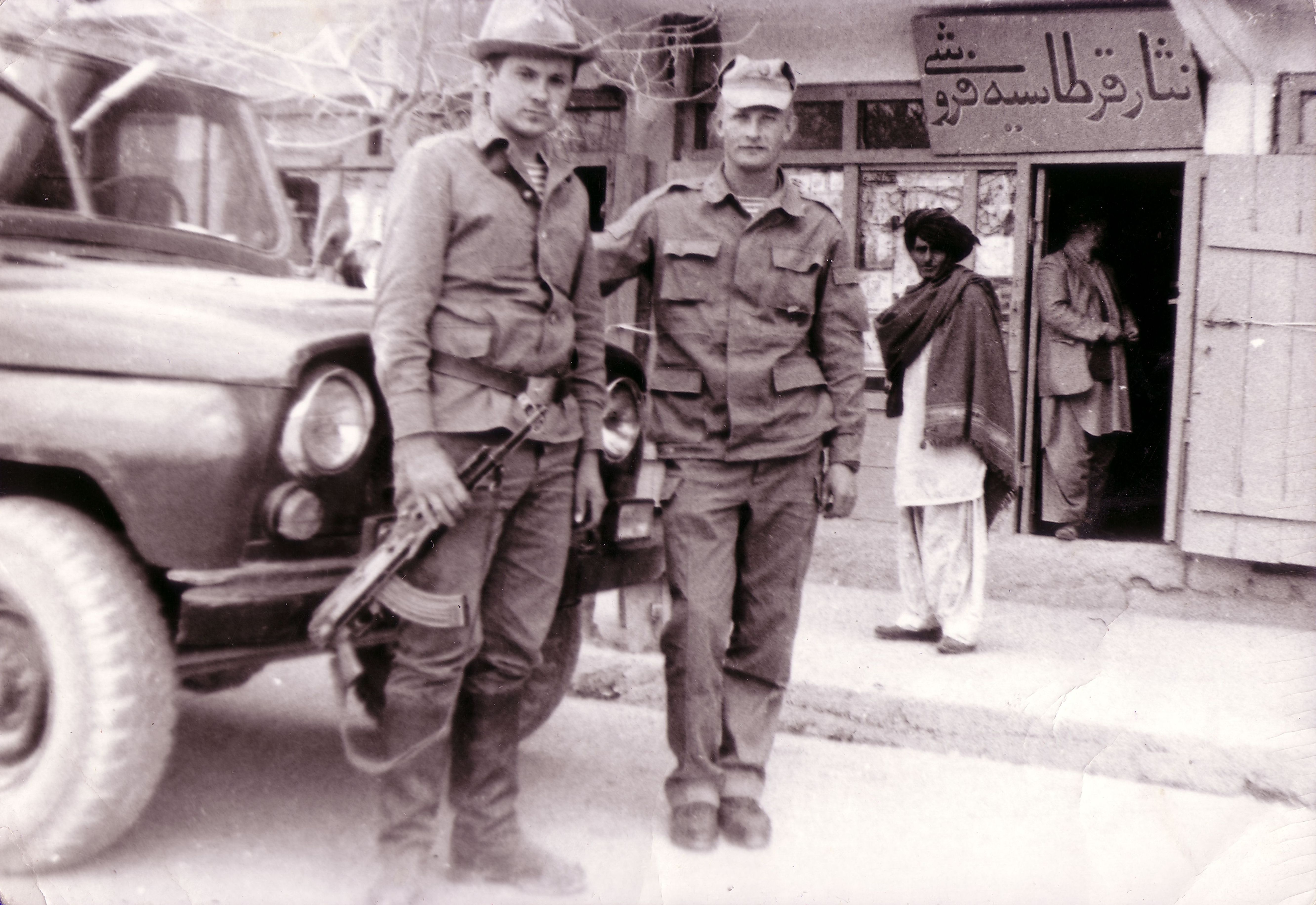
Un UAZ-469 de la brigade à Gardêz en 1987.

La brigade est renommée 56e brigade aéroportée de la Garde en 1989. En janvier et février 1990, elle est déployée à Bakou afin de patrouiller la frontière à la suite du pogrom de Bakou. Le 1er juin, elle est transférée dans les forces aéroportées soviétiques et rebaptisée 40e brigade aéroportée séparée. La brigade nouvellement rebaptisée est transférée à Ferghana une semaine plus tard pour mener des opérations de sécurité. Après la dissolution de l'Union soviétique, la brigade est déplacée dans le Caucase du Nord à Karatchaïévo-Tcherkessie. Elle reçoit la désignation honorifique « des cosaques du Don » le 22 avril 1994. Entre décembre 1994 et octobre 1996, la brigade combat dans la première guerre de Tchétchénie. En 1997, l'unité est rebaptisée 56e régiment aéroporté de la Garde. En août 1999, une force opérationnelle de la taille d'un bataillon du régiment est déployée pour combattre dans la seconde guerre de Tchétchénie. Après son retrait de la région en novembre 2004, le régiment redevient la 56e brigade aéroportée de la Garde le 1er mai 2009, avant d'être renommée en 56e brigade aéroportée de la Garde (légère) en juillet 2010. En 2013, elle rejoint les troupes aéroportées russes (VDV).
En janvier 2016, le commandant des VDV, le colonel général Vladimir Chamanov, annonce la formation d'une nouvelle unité près de Kamychine au printemps de cette année en raison de l'intensité plus élevée de l'entraînement au combat.
En 2021, la brigade est redéployée en Crimée et reformée en régiment. À la mi-2021, l'unité déménage de Kamychine dans l'oblast de Volgograd, en Russie, à Feodosia en Crimée occupée. Ces circonstances expliquent une grande partie des installations médiocres, du chaos et du manque de personnel décrits dans le texte des mémoires de Pavel Filatiev. En décembre 2021, le nouveau régiment devient une composante de la 7e division d'assaut aéroporté de la Garde du district militaire sud.
Selon les mémoires de Pavel Filatiev en 2022, le régiment est impliqué dans l'invasion russe de l'Ukraine en 2022. Dans le cadre de campagne du Sud de l'Ukraine, l'unité participe notamment à la première bataille de Kherson.

## Unités composantes en 2021
- Bataillon aéroporté
- 2e bataillon d'assaut aérien
- 3e bataillon d'assaut aérien
- Bataillon de chars
- Bataillon de reconnaissance
- Bataillon d'artillerie
- Batterie antiaérienne
- Batterie antichar

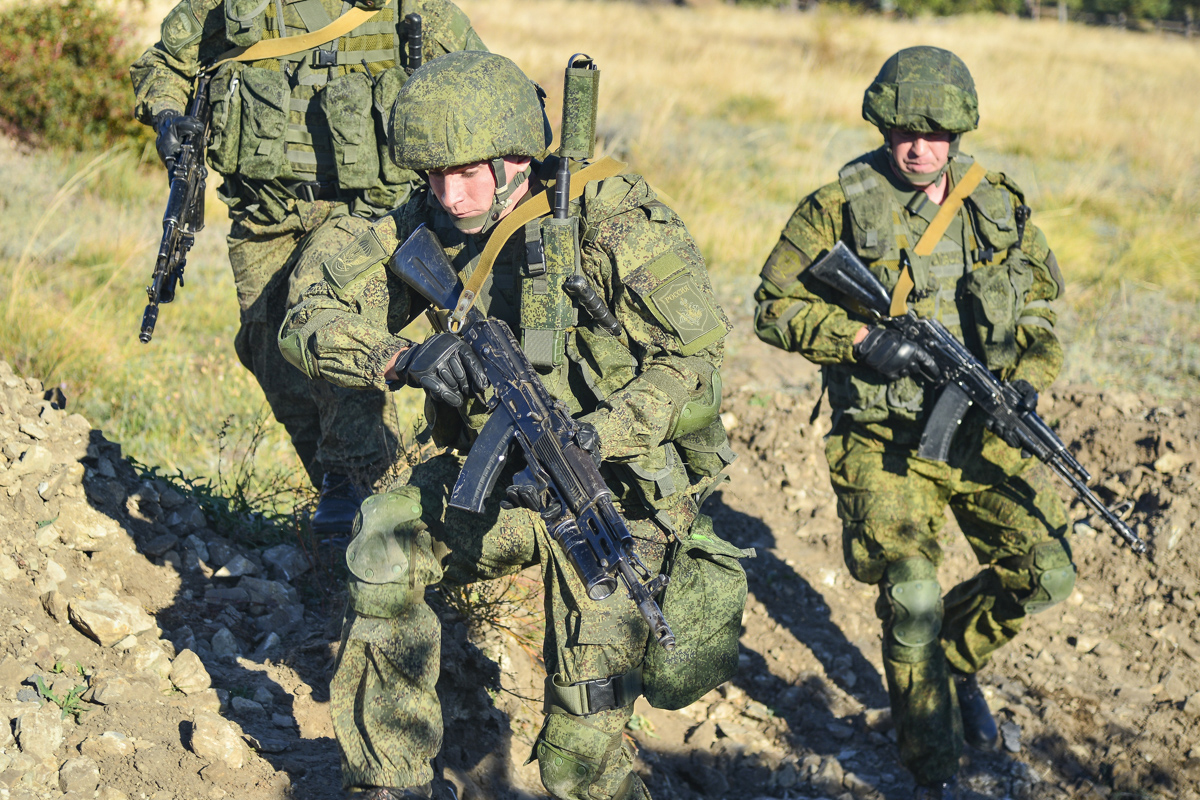
Membres de la des forces aéroportées russes (2018).

- Compagnie de fusiliers (tireurs d'élite)
- Compagnie de guerre électronique
- Compagnie de signaux
- Compagnie du génie
- Compagnie d'assistance au débarquement
- Compagnie médicale
- Compagnie de maintenance
- Compagnie de soutien matériel
- Compagnie NRBC
- Compagnie de commandement de brigade

## Commandants
- Alexandre Petrovitch Plokhikh (1980–1981)
- Mikhaïl Karpouchkine (1981–1982)
- Viktor Arsentevitch Soukhine (1982–1983)
- Viktor Matveïevich Chizhikov (1983–1985)
- Vitali Raïevski (1985–1987)
- Valeri Evnevitch (1987–1990)
- Alexandre Sotnik (1990–1995)
- Sergueï Michanine (1995–1996)
- Roustam Aliev Stepanenko (1996–1997)
- Pavel Kirsi (?–?)
- Igor Timofeïev (?–?)
- Alexandre Vitalievitch Lebedev (2012–2014)
- Alexandre Valitov (août 2014–mars 2018)
- Evgueni Nikolaïevitch Tonkikh (mars 2018–mars 2020)
- Andreï Vladimirovitch Kondrachkine (depuis mars 2020)